# Atletisme als Jocs Olímpics d'Estiu de 2024 - 110m tanques masculí

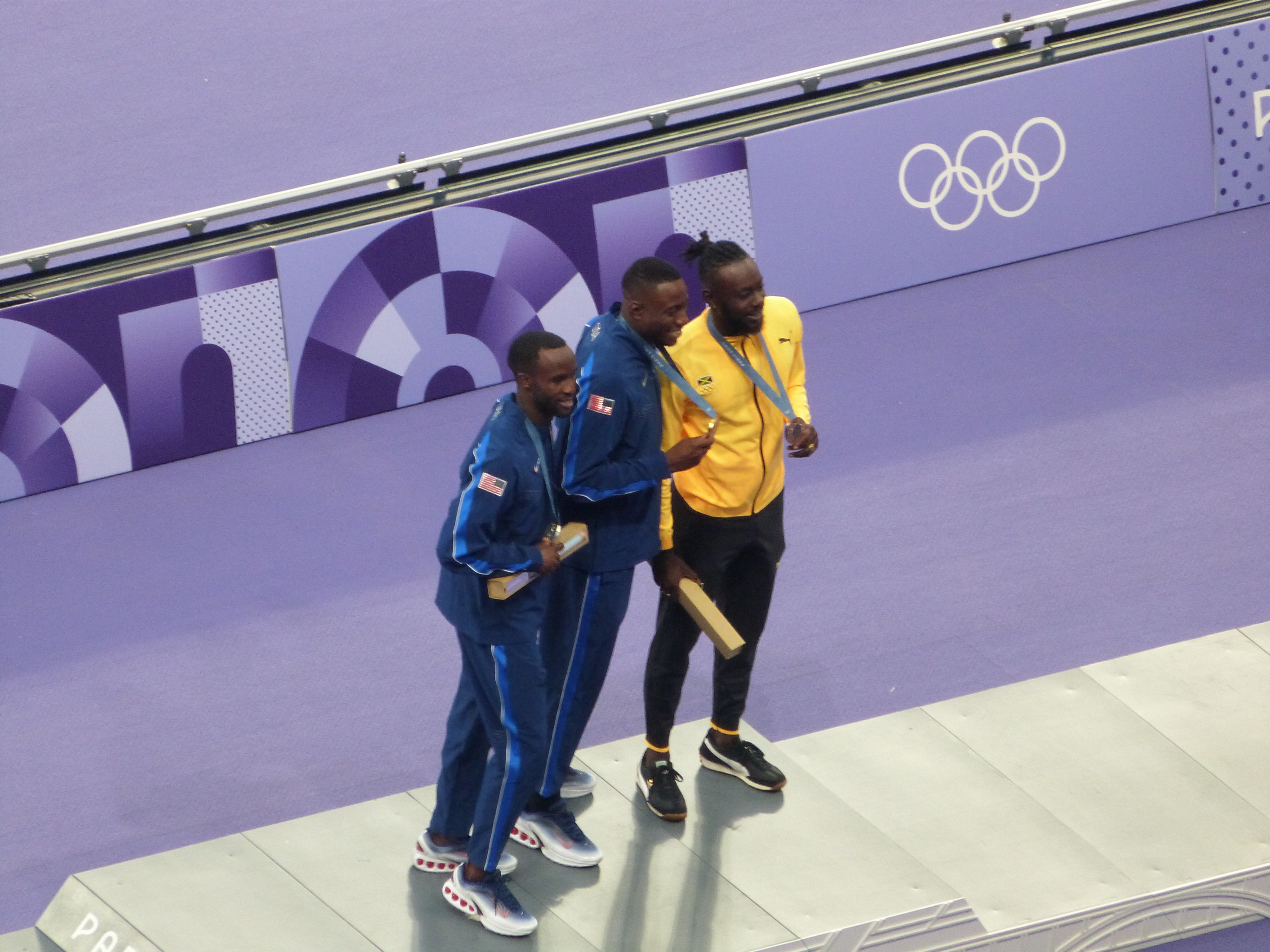
Podi de la prova dels 110 metres tanques masculí

La prova de 110m tanques masculina d'Atletisme als Jocs Olímpics de París 2024 va ser la 30a edició de l'esdeveniment en unes Olimpíades. La prova es va disputar entre el 4 i el 8 d'agost del 2024 a l'Stade de France de París.
L'estatunidenc Grant Holloway va guanyar la medalla d'or, després d'imposar-se a la final amb un temps de 12.99 segons. Era la primera vegada després de 12 anys que un integrant de l'equip dels Estats Units es tornava a penjar la medalla d'or. La medalla de plata fou pel seu compatriota Daniel Roberts qui va fer un temps de 13.085 segons, mentre que la medalla de bronze se la va endur el jamaicà Rasheed Broadbell amb un temps de 13.088 segons.
L'equip dels Estats Units és amb molta diferència, la selecció més guardonada, amb 20 medalles d'or, 22 medalles de plata i 17 medalles de bronze, en les 30 edicions que l'esdeveniment ha estat present als Jocs Olímpics. Els estatunidencs Roger Kingdom i Lee Calhoun, amb 2 medalles d'or cadascú, són els atletes més guardonats en tota la història de la competició.

## Format
Els 110 metres tanques són una prova que consisteix en córrer la distància, amb 10 tanques que s'han de superar. La competició va començar amb la fase de Heats, on hi van participar tots els atletes classificats. Els 3 primers atletes de cada cursa es van classificar directament per les semifinals, més els tres millors temps del còmput general i la resta d'atletes van tenir una nova oportunitat per passar de ronda, en la nova fase de repesca, que es va introduir en aquesta edició olímpica. Els 2 guanyadors de les semifinals, van passar a la final i en aquesta darrera cursa, els 3 atletes que van quedar al capdavant, van obtenir les medalles.

## Classificació
Hi havia dues maneres de classificar-se per la prova olímpica. La forma principal era superant la marca estàndard de classificació (que per aquesta edició eren 13.27 segons), en qualsevol prova organitzada o supervisada per la Federació Internacional d'Atletisme, entre l'1 de juliol de 2023 i el 30 de juny de 2024. A continuació es van classificar 15 atletes segons el rànquing atlètic. Finalment hi van participar 3 atletes més aprofitant les quotes reallotjades
| Mètode de classificació  | Places | País         | Atleta classificat   |
| ------------------------ | ------ | ------------ | -------------------- |
| Marca estàndard - 13.27" | 3      | Estats Units | Freddie Crittenden   |
| Marca estàndard - 13.27" | 3      | Estats Units | Grant Holloway       |
| Marca estàndard - 13.27" | 3      | Estats Units | Daniel Roberts       |
| Marca estàndard - 13.27" | 3      | França       | Wilhem Belocian      |
| Marca estàndard - 13.27" | 3      | França       | Raphael Mohamed      |
| Marca estàndard - 13.27" | 3      | França       | Sasha Zhoya          |
| Marca estàndard - 13.27" | 3      | Jamaica      | Orlando Bennett      |
| Marca estàndard - 13.27" | 3      | Jamaica      | Rasheed Broadbell    |
| Marca estàndard - 13.27" | 3      | Jamaica      | Hansle Parchment     |
| Marca estàndard - 13.27" | 2      | Brasil       | Rafael Pereira       |
| Marca estàndard - 13.27" | 2      | Brasil       | Eduardo Rodrigues    |
| Marca estàndard - 13.27" | 2      | Japó         | Shunsuke Izumiya     |
| Marca estàndard - 13.27" | 2      | Japó         | Rachid Muratake      |
| Marca estàndard - 13.27" | 2      | Polònia      | Damian Czykier       |
| Marca estàndard - 13.27" | 2      | Polònia      | Jakub Szymanski      |
| Marca estàndard - 13.27" | 1      | Bèlgica      | Michael Obasuyi      |
| Marca estàndard - 13.27" | 1      | Espanya      | Enrique Llopis       |
| Marca estàndard - 13.27" | 1      | Itàlia       | Lorenzo Simonelli    |
| Marca estàndard - 13.27" | 1      | Regne Unit   | Tade Ojora           |
| Marca estàndard - 13.27" | 1      | Senegal      | Louis François Mendy |
| Marca estàndard - 13.27" | 1      | Suïssa       | Jason Joseph         |
| Marca estàndard - 13.27" | 1      | Xina         | Xu Zhuoyi            |
| Rànquing atlètic         | 2      | Xina         | Liu Junxi            |
| Rànquing atlètic         | 2      | Xina         | Qin Weibo            |
| Rànquing atlètic         | 1      | Algèria      | Amine Bouanani       |
| Rànquing atlètic         | 1      | Austràlia    | Tayleb Willis        |
| Rànquing atlètic         | 1      | Àustria      | Enzo Diessi          |
| Rànquing atlètic         | 1      | Bahames      | Antoine Andrews      |
| Rànquing atlètic         | 1      | Bèlgica      | Elie Bacari          |
| Rànquing atlètic         | 1      | Espanya      | Asier Martínez       |
| Rànquing atlètic         | 1      | Filipines    | John Cabang          |
| Rànquing atlètic         | 1      | Finlàndia    | Elmo Lakka           |
| Rànquing atlètic         | 1      | Japó         | Shunya Takayama      |
| Rànquing atlètic         | 1      | Kazakhstan   | David Yefremov       |
| Rànquing atlètic         | 1      | Kuwait       | Yaqoub Alyouha       |
| Rànquing atlètic         | 1      | Xile         | Martín Sáenz         |
| Rànquing atlètic         | 1      | Xipre        | Milan Trajkovic      |
| Quotes reallotjades      | 1      | Alemanya     | Manuel Mordi         |
| Quotes reallotjades      | 1      | Canadà       | Craig Thorne         |
| Quotes reallotjades      | 1      | Polònia      | Krzysztof Kiljan     |

## Rècords
Abans de la prova, els rècords eren els següents:
| Rècord             | Atleta           | Temps | Lloc           | Data                  |
| ------------------ | ---------------- | ----- | -------------- | --------------------- |
| Rècord del Món     | Aries Merritt    | 12.80 | Brussel·les    | 7 de setembre de 2012 |
| Rècord Olímpic     | Xiang Liu        | 12.91 | Atenes         | 27 d'agost de 2004    |
| Rècord Àfrica      | Antonio Alkana   | 13.11 | Praga          | 5 de juny de 2017     |
| Rècord Àsia        | Xiang Liu        | 12.88 | Lausana        | 11 de juliol de 2006  |
| Rècord Europa      | Colin Jackson    | 12.91 | Stuttgart      | 20 d'agost de 1993    |
| Rècord NACAC       | Aries Merritt    | 12.80 | Brussel·les    | 7 de setembre de 2012 |
| Rècord Oceania     | Kyle Vander-Kuyp | 13.29 | Goteborg       | 11 d'agost de 1995    |
| Rècord Sud-amèrica | Rafael Pereira   | 13.17 | Rio de Janeiro | 23 de juny de 2022    |

## Competició

### 1a ronda
La ronda preliminar es va disputar el 4 d'agost del 2024 a partir de les 11:50h. Es van classificar els 3 primers de cada sèrie i els 3 millor temps del còmput general. La resta de corredors que van acabar la prova, van passar a la ronda de repesca.

#### Sèrie 1
| Posició | Atleta            | País      | Temps   |
| ------- | ----------------- | --------- | ------- |
| 1       | Rachid Muratake   | Japó      | 13.22 Q |
| 2       | Enrique Llopis    | Espanya   | 13.28 Q |
| 3       | Eduardo Rodrigues | Brasil    | 13.37 Q |
| 4       | Manuel Mordi      | Alemanya  | 13.48   |
| 5       | Raphael Mohamed   | França    | 13.61   |
| 6       | John Cabang       | Filipines | 13.66   |
| 7       | Jakub Szymanski   | Polònia   | 13.75   |
| 8       | Martín Sáenz      | Xile      | 13.83   |

#### Sèrie 2
| Posició | Atleta               | País         | Temps   |
| ------- | -------------------- | ------------ | ------- |
| 1       | Louis François Mendy | Senegal      | 13.31 Q |
| 2       | Orlando Bennett      | Jamaica      | 13.35 Q |
| 3       | Michael Obasuyi      | Bèlgica      | 13.41 Q |
| 4       | Asier Martínez       | Espanya      | 13.47   |
| 5       | Amine Bouanani       | Algèria      | 13.58   |
| 6       | Enzo Diessi          | Àustria      | 13.63   |
| 7       | David Yefremov       | Kazakhstan   | 13.88   |
| 8       | Freddie Crittenden   | Estats Units | 18.27   |

#### Sèrie 3
| Posició | Atleta           | País         | Temps   |
| ------- | ---------------- | ------------ | ------- |
| 1       | Xu Zhuoyi        | Xina         | 13.40 Q |
| 2       | Antoine Andrews  | Bahames      | 13.43 Q |
| 3       | Daniel Roberts   | Estats Units | 13.43 Q |
| 4       | Milan Trajkovic  | Xipre        | 13.43 q |
| 5       | Hansle Parchment | Jamaica      | 13.43 q |
| 6       | Rafael Pereira   | Brasil       | 13.47   |
| 7       | Craig Thorne     | Canadà       | 13.60   |
| 8       | Krzysztof Kiljan | Polònia      | 13.67   |

#### Sèrie 4
| Posició | Atleta            | País       | Temps   |
| ------- | ----------------- | ---------- | ------- |
| 1       | Jason Joseph      | Suïssa     | 13.26 Q |
| 2       | Lorenzo Simonelli | Itàlia     | 13.27 Q |
| 3       | Shunsuke Izumiya  | Japó       | 13.27 Q |
| 4       | Tade Ojora        | Regne Unit | 13.35 q |
| 5       | Wilhem Belocian   | França     | 13.48   |
| 6       | Liu Junxi         | Xina       | 13.54   |
| 7       | Elie Bacari       | Bèlgica    | 13.66   |
| 8       | Damian Czykier    | Polònia    | 13.99   |

#### Sèrie 5
| Posició | Atleta            | País         | Temps   |
| ------- | ----------------- | ------------ | ------- |
| 1       | Grant Holloway    | Estats Units | 13.01 Q |
| 2       | Rasheed Broadbell | Jamaica      | 13.42 Q |
| 3       | Sasha Zhoya       | França       | 13.43 Q |
| 4       | Shunya Takayama   | Japó         | 13.46   |
| 5       | Tayleb Willis     | Austràlia    | 13.63   |
| 6       | Qin Weibo         | Xina         | 13.64   |
| 7       | Elmo Lakka        | Finlàndia    | 13.84   |
| 8       | Yaqoub Alyouha    | Kuwait       | DNF     |

### Ronda de repesca
La ronda de repesca es va disputar el 6 d'agost de 2024 a partir de les 10.50h. Hi van participar tots els atletes que van acabar la 1a ronda, però no van aconseguir classificar-se directament. Es van classificar els 2 millors de cada sèrie.

#### Sèrie 1
| Posició | Atleta             | País         | Temps   |
| ------- | ------------------ | ------------ | ------- |
| 1       | Freddie Crittenden | Estats Units | 13.42 Q |
| 2       | Asier Martínez     | Espanya      | 13.46 Q |
| 3       | Liu Junxi          | Xina         | 13.52   |
| 4       | Enzo Diessi        | Àustria      | 13.56   |
| 5       | Craig Thorne       | Canadà       | 13.62   |
| 6       | Krzysztof Kiljan   | Polònia      | 13.73   |
| 7       | Elmo Lakka         | Finlàndia    | 13.75   |

#### Sèrie 2
| Posició | Atleta          | País       | Temps   |
| ------- | --------------- | ---------- | ------- |
| 1       | Rafael Pereira  | Brasil     | 13.54 Q |
| 2       | Raphael Mohamed | França     | 13.54 Q |
| 3       | Amine Bouanani  | Algèria    | 13.54   |
| 4       | Manuel Mordi    | Alemanya   | 13.55   |
| 5       | Damian Czykier  | Polònia    | 13.71   |
| 6       | David Yefremov  | Kazakhstan | DQ      |
| 7       | John Cabang     | Filipines  | DNS     |

#### Sèrie 3
| Posició | Atleta          | País      | Temps   |
| ------- | --------------- | --------- | ------- |
| 1       | Qin Weibo       | Xina      | 13.44 Q |
| 2       | Wilhem Belocian | França    | 13.45 Q |
| 3       | Shunya Takayama | Japó      | 13.45   |
| 4       | Jakub Szymanski | Polònia   | 13.63   |
| 5       | Tayleb Willis   | Austràlia | 13.67   |
| 6       | Martín Sáenz    | Xile      | 13.95   |
| 7       | Elie Bacari     | Bèlgica   | 14.13   |

### Semifinals
Les semifinals es van disputar el 7 d'agost del 2024 a partir de les 19:05h. Es classificaven per la final, els 2 millors de cada sèrie i els 2 millors temps del còmput general.

#### Semifinal 1
| Posició | Atleta           | País         | Temps   |
| ------- | ---------------- | ------------ | ------- |
| 1       | Grant Holloway   | Estats Units | 12.98 Q |
| 2       | Enrique Llopis   | Espanya      | 13.17 Q |
| 3       | Hansle Parchment | Jamaica      | 13.19 q |
| 4       | Rachid Muratake  | Japó         | 13.26 q |
| 5       | Michael Obasuyi  | Bèlgica      | 13.36   |
| 6       | Qin Weibo        | Xina         | 13.41   |
| 7       | Raphael Mohamed  | França       | 13.41   |
| 8       | Antoine Andrews  | Bahames      | 13.43   |

#### Semifinal 2
| Posició | Atleta               | País         | Temps   |
| ------- | -------------------- | ------------ | ------- |
| 1       | Rasheed Broadbell    | Jamaica      | 13.21 Q |
| 2       | Freddie Crittenden   | Estats Units | 13.23 Q |
| 3       | Louis François Mendy | Senegal      | 13.34   |
| 4       | Sasha Zhoya          | França       | 13.34   |
| 5       | Lorenzo Simonelli    | Itàlia       | 13.38   |
| 6       | Jason Joseph         | Suïssa       | 13.43   |
| 7       | Tade Ojora           | Regne Unit   | 13.47   |
| 8       | Rafael Pereira       | Brasil       | 13.87   |

#### Semifinal 3
| Posició | Atleta            | País         | Temps      |
| ------- | ----------------- | ------------ | ---------- |
| 1       | Orlando Bennett   | Jamaica      | 13.09 Q PB |
| 2       | Daniel Roberts    | Estats Units | 13.10 Q    |
| 3       | Shunsuke Izumiya  | Japó         | 13.32      |
| 4       | Milan Trajkovic   | Xipre        | 13.32      |
| 5       | Asier Martínez    | Espanya      | 13.35      |
| 6       | Eduardo Rodrigues | Brasil       | 13.44      |
| 7       | Xu Zhuoyi         | Xina         | 13.48      |
| 8       | Wilhem Belocian   | França       | 13.52      |

### Final
La final es va disputar el 8 d'agost del 2024 a les 21:45h.
| Posició | Atleta             | País         | Temps |
| ------- | ------------------ | ------------ | ----- |
| 1       | Grant Holloway     | Estats Units | 12.99 |
| 2       | Daniel Roberts     | Estats Units | 13.09 |
| 3       | Rasheed Broadbell  | Jamaica      | 13.09 |
| 4       | Enrique Llopis     | Espanya      | 13.20 |
| 5       | Rachid Muratake    | Japó         | 13.21 |
| 6       | Freddie Crittenden | Estats Units | 13.32 |
| 7       | Orlando Bennett    | Jamaica      | 13.34 |
| 8       | Hansle Parchment   | Jamaica      | 13.39 |

## Medaller històric
| Posició | País              | Or | Argent | Bronze | Total |
| ------- | ----------------- | -- | ------ | ------ | ----- |
| 1       | Estats Units      | 20 | 22     | 17     | 59    |
| 2       | Cuba              | 2  | 2      | 1      | 5     |
| 3       | Jamaica           | 2  | 0      | 3      | 5     |
| 4       | Canadà            | 2  | 0      | 0      | 2     |
| 5       | França            | 1  | 1      | 1      | 3     |
| 6       | Sud-àfrica        | 1  | 1      | 0      | 2     |
| 7       | Alemanya de l'Est | 1  | 0      | 0      | 1     |
| 7       | Xina              | 1  | 0      | 0      | 1     |
| 9       | Regne Unit        | 0  | 3      | 1      | 4     |
| 10      | Espanya           | 0  | 1      | 0      | 1     |
| 11      | URSS              | 0  | 0      | 2      | 2     |
| 12      | Alemanya          | 0  | 0      | 1      | 1     |
| 12      | Finlàndia         | 0  | 0      | 1      | 1     |
| 12      | Itàlia            | 0  | 0      | 1      | 1     |
| 12      | Suècia            | 0  | 0      | 1      | 1     |